# 손익
손익(孫翊, 184년 ~ 204년)은 중국 후한 말기의 장수로 자는 숙필(叔弼)이며, 손견(孫堅)의 셋째 아들이다. 용감하고 날랜 모습이 맏형 손책(孫策)과 비슷했다고 전한다.

## 생애
오군태수 주치(朱治)가 효렴으로 천거했다. 《전략》에 따르면, 손책이 죽음에 임하자 장소(張昭) 등이 손익으로 뒤를 잇기를 주장했으나, 손책은 손권(孫權)에게 인수를 건네 자신의 뒤를 잇게 했다. 건안 8년(203년) 단양(丹陽) 태수 겸 편장군(偏將軍)이 되었다. 손권이 옛 오군태수 성헌(盛憲)을 죽이자 성헌이 효렴으로 천거한 규람(嬀覽)과 대운(戴員)은 산 속으로 숨었는데, 손익은 단양태수가 되자 이들을 불러 군승으로 삼았다. 건안 9년(204년), 규람과 대운의 꼬드김을 받은 측근 변홍(邊鴻)에게 암살당했다. 그러나 변홍이 죄를 뒤집어써 죽고 규람과 대운은 손익의 원수를 갚은 것을 구실삼아 서씨에게 수청을 요구하였으므로 서씨는 손고(孫高)와 부영(傅嬰)에게 요청하여 규람과 대운을 죽였다.

## 《삼국지연의》에서의 손익
삼국지연의에서는 손익이 난폭한 성품으로 아랫사람들을 모질게 대하여 원성을 받은 것으로 나온다. 아내 서씨가 점괘가 불길하다 하여 잔치를 벌이지 말 것을 권하였으나, 끝내 듣지 않았다가 규람과 대운에게 암살당했다. 이를 손익의 부장인 손고와 부영이 복수해준다고 한다.

## 손익의 친족관계
※손강 · 손정의 계보는 각 항목을 참조할 것.

## 같이 보기
- 삼국지 인물 목록